# Handley Page Hampden

Hampden Mk I

Handley Page HP.52 Hampden là một loại máy bay ném bom hạng trung hai động cơ của Anh, nó được trang bị cho Không quân Hoàng gia Anh trong Chiến tranh thế giới II. Cùng với Whitley và Wellington, Hampden nhận trọng trách thực hiện các cuộc ném bom tại chiến trường châu Âu, tham gia các cuộc đột kích đêm đầu tiên vào Berlin. Hampden là loại mới nhất trong ba loại máy bay ném bom kể trên, nó còn được gọi là "vali bay" vì khoảng không chật hẹp bên trong máy bay, mặc dù vậy nó vẫn không phù hợp với các cuộc không chiến hiện đại, sau khi hoạt động chủ yếu vào ban đêm, nó rút khỏi biên chế của Bộ tư lệnh máy bay ném bom vào cuối năm 1920.

## Quốc gia sử dụng

### H.P. Hampden
Úc
- Không quân Hoàng gia Australia

 Canada
- Không quân Hoàng gia Canada

 New Zealand
- Không quân Hoàng gia New Zealand

 Liên Xô
- Không quân Hải quân Liên Xô

 Thụy Điển
- Không quân Thụy Điển

 Anh Quốc
- Không quân Hoàng gia

### H.P. Hereford
Anh Quốc
- Không quân Hoàng gia

## Tính năng kỹ chiến thuật (Hampden Mk I)

### Đặc điểm riêng
- Tổ lái: 4
- Chiều dài: 53 ft 7 in (16,33 m)
- Sải cánh: 69 ft 2 in (21,08 m)
- Chiều cao: 14 ft 4 in (4,37 m)
- Diện tích cánh: 688 ft² (63,9 m²)
- Trọng lượng rỗng: 11.780 lb (5.344 kg)
- Trọng lượng có tải: 18.756 lb (8.508 kg)
- Động cơ: 2 × Bristol Pegasus XVIII, 980 hp (730 kW) mỗi chiếc

### Hiệu suất bay
- Vận tốc cực đại: 265 mph (410 km/h)
- Tầm bay: 1.095 mi (1.762 km)
- Trần bay: 19.000 ft (5.790 m)
- Vận tốc lên cao: 980 ft/phút (300 m/phút)
- Lực nâng của cánh: 27,3 lb/ft² (133 kg/m²)
- Lực đẩy/trọng lượng: 0,104 hp/lb (0,172 kW/kg)

### Vũ khí
- 4-6 súng máy Vickers K.303 in (7,7 mm)
- 4.000 lb (1.814 kg) bom hoặc 1 quả ngư lôi 18 in (457 mm)